# Paralaophonte spitzbergensis
Paralaophonte spitzbergensis is een eenoogkreeftjessoort uit de familie van de Laophontidae. De wetenschappelijke naam van de soort is voor het eerst geldig gepubliceerd in 1974 door Mielke.